# Jürgen Säumel
Jürgen Säumel (Friesach, 8 settembre 1984) è un allenatore di calcio ed ex calciatore austriaco, di ruolo centrocampista, tecnico dello Sturm Graz.

## Caratteristiche tecniche
Mancino naturale, in Austria ha giocato in seconde linee a 3 o 5 giocatori, ma anche come centrale nel 4-4-2. Dotato di un tiro potente, così come di un fisico solido adatto ai contrasti, veniva considerato un giocatore di grande personalità.

## Carriera

### Giocatore

#### Club
Cresciuto nelle giovanili dello Sturm Graz, debuttò in Bundesliga nella stagione 2002-2003 (12 presenze) e giocò la sua prima partita in Coppa UEFA nel dicembre 2002 contro la Lazio. Nel 2003-2004 divenne il più giovane capitano della squadra a 20 anni, collezionando 32 presenze, l'anno successivo colleziona 36 presenze e 2 reti, mentre nel 2005-2006 gioca 18 partite segnando 1 rete. Nel 2006-2007 colleziona soltanto 12 presenze e 1 rete ma l'anno successivo torna ad essere titolare con 30 presenze e ben 6 reti.
Il 30 giugno 2008 scade il contratto con la squadra austriaca e il giocatore si svincola. Il 22 luglio 2008 firma un contratto triennale con il Torino. Regista dell'operazione è l'ex-giocatore di De Biasi al Brescia, Markus Schopp, che si offre anche come traduttore durante la conferenza stampa di presentazione.
Segna il suo primo gol in Serie A l'8 novembre, con uno sinistro al volo da 25 metri decisivo per la vittoria sul Palermo (1-0) ma la stagione si conclude, tuttavia, con la retrocessione in Serie B del Toro.
Il 31 gennaio 2010 passa in prestito al Brescia nell'affare che porta, sempre con la formula del prestito, Ahmed Barusso in granata. Curiosamente, le due squadre si sfideranno nella finale dei play-off per la promozione in A, sfida vinta dai lombardi ma senza Säumel in campo.
Per la stagione 2010-2011 è nuovamente nella rosa della società piemontese, ma
Il 25 gennaio 2011 dopo essere stato fuori rosa per più di metà campionato, rescinde consensualmente il suo contratto con i granata svincolandosi durante la finestra invernale di calciomercato.
Il 31 gennaio successivo firma per il Duisburg, squadra della Zweite Liga tedesca, con cui rimane fino a fine stagione.
Nell'estate 2011 torna in Austria, allo Sturm Graz.

#### Nazionale
Con l'Austria conta 20 presenze. Debutta il 17 agosto 2005 agli ordini dell'allora CT Hans Krankl nella partita contro la Scozia (2-2) giocata a Graz. È stato convocato dal CT Josef Hickersberger per disputare l'Europeo 2008.

### Allenatore

#### Club
Subito dopo il ritiro ritorna al Wiener Neustadt, nel settore giovanile.
Viene quindi chiamato da Markus Schopp, già suo mentore ai tempi di Brescia, a fargli da vice sulla panchina dell'Hartberg.

#### Nazionale
Nel maggio 2021, alla vigilia dell'Europeo, la federazione calcistica austriaca lo annuncia come nuovo vice del Commissario Tecnico, Franco Foda.

## Statistiche

### Presenze e reti nei club
Statistiche aggiornate al 1 luglio 2017.
| Stagione                | Squadra                 | Campionato              | Campionato | Campionato | Coppa nazionale | Coppa nazionale | Coppa nazionale | Coppe europee | Coppe europee | Coppe europee | Altre coppe | Altre coppe | Altre coppe | Totale | Totale |
| Stagione                | Squadra                 | Comp                    | Pres       | Reti       | Comp            | Pres            | Reti            | Comp          | Pres          | Reti          | Comp        | Pres        | Reti        | Pres   | Reti   |
| ----------------------- | ----------------------- | ----------------------- | ---------- | ---------- | --------------- | --------------- | --------------- | ------------- | ------------- | ------------- | ----------- | ----------- | ----------- | ------ | ------ |
| 2002-2003               | Sturm Graz              | BL                      | 12         | 0          | ÖC              | 2               | 0               | CU            | 1             | 0             | -           | -           | -           | 15     | 0      |
| 2003-2004               | Sturm Graz              | BL                      | 32         | 0          | ÖC              | 4               | 1               | -             | -             | -             | -           | -           | -           | 36     | 1      |
| 2004-2005               | Sturm Graz              | BL                      | 36         | 2          | ÖC              | 3               | 0               | -             | -             | -             | -           | -           | -           | 39     | 2      |
| 2005-2006               | Sturm Graz              | BL                      | 18         | 1          | ÖC              | 4               | 1               | Int           | 2             | 0             | -           | -           | -           | 24     | 2      |
| 2006-2007               | Sturm Graz              | BL                      | 12         | 1          | ÖC              | 0               | 0               | -             | -             | -             | -           | -           | -           | 12     | 1      |
| 2007-2008               | Sturm Graz              | BL                      | 30         | 5          | ÖC              | 0               | 0               | -             | -             | -             | -           | -           | -           | 30     | 5      |
| 2008-2009               | Torino                  | A                       | 19         | 2          | CI              | 2               | 0               | -             | -             | -             | -           | -           | -           | 21     | 2      |
| 2009-gen. 2010          | Torino                  | B                       | 11         | 0          | CI              | 0               | 0               | -             | -             | -             | -           | -           | -           | 11     | 0      |
| gen.-giu. 2010          | Brescia                 | B                       | 10+2       | 0          | CI              | 0               | 0               | -             | -             | -             | -           | -           | -           | 12     | 0      |
| 2010-gen. 2011          | Torino                  | B                       | 0          | 0          | CI              | 0               | 0               | -             | -             | -             | -           | -           | -           | 0      | 0      |
| Totale Torino           | Totale Torino           | Totale Torino           | 30         | 2          |                 | 2               | 0               |               | -             | -             |             | -           | -           | 32     | 2      |
| gen.-giu. 2011          | Duisburg                | 2.BL                    | 7          | 0          | CG              | 0               | 0               | -             | -             | -             | -           | -           | -           | 7      | 0      |
| 2011-2012               | Sturm Graz              | BL                      | 15         | 0          | ÖC              | 1               | 0               | CL+EL         | 2+2           | 0             | -           | -           | -           | 20     | 0      |
| 2012-2013               | Sturm Graz              | BL                      | 12         | 2          | ÖC              | 1               | 1               | -             | -             | -             | -           | -           | -           | 13     | 3      |
| Totale Sturm Graz       | Totale Sturm Graz       | Totale Sturm Graz       | 167        | 11         |                 | 15              | 3               |               | 7             | 0             |             | -           | -           | 189    | 14     |
| 2013-2014               | Wiener Neustadt         | BL                      | 20         | 0          | ÖC              | 0               | 0               | -             | -             | -             | -           | -           | -           | 20     | 0      |
| 2014-2015               | Wacker Innsbruck        | EL                      | 32         | 2          | ÖC              | 2               | 0               | -             | -             | -             | -           | -           | -           | 34     | 2      |
| 2015-2016               | Wacker Innsbruck        | EL                      | 25         | 1          | ÖC              | 1               | 0               | -             | -             | -             | -           | -           | -           | 26     | 1      |
| 2016-2017               | Wacker Innsbruck        | EL                      | 22         | 2          | ÖC              | 1               | 0               | -             | -             | -             | -           | -           | -           | 23     | 2      |
| Totale Wacker Innsbruck | Totale Wacker Innsbruck | Totale Wacker Innsbruck | 79         | 5          |                 | 4               | 0               |               | -             | -             |             | -           | -           | 83     | 5      |
| Totale carriera         | Totale carriera         | Totale carriera         | 313+2      | 18         |                 | 21              | 3               |               | 7             | 0             |             | -           | -           | 343    | 21     |

### Cronologia presenze e reti in Nazionale
| Cronologia completa delle presenze e delle reti in nazionale ― Austria | Cronologia completa delle presenze e delle reti in nazionale ― Austria | Cronologia completa delle presenze e delle reti in nazionale ― Austria | Cronologia completa delle presenze e delle reti in nazionale ― Austria | Cronologia completa delle presenze e delle reti in nazionale ― Austria | Cronologia completa delle presenze e delle reti in nazionale ― Austria | Cronologia completa delle presenze e delle reti in nazionale ― Austria | Cronologia completa delle presenze e delle reti in nazionale ― Austria |
| Data                                                                   | Città                                                                  | In casa                                                                | Risultato                                                              | Ospiti                                                                 | Competizione                                                           | Reti                                                                   | Note                                                                   |
| ---------------------------------------------------------------------- | ---------------------------------------------------------------------- | ---------------------------------------------------------------------- | ---------------------------------------------------------------------- | ---------------------------------------------------------------------- | ---------------------------------------------------------------------- | ---------------------------------------------------------------------- | ---------------------------------------------------------------------- |
| 17-8-2005                                                              | Graz                                                                   | Austria                                                                | 2 – 2                                                                  | Scozia                                                                 | Amichevole                                                             | -                                                                      | 69’                                                                    |
| 7-9-2005                                                               | Baku                                                                   | Azerbaigian                                                            | 0 – 0                                                                  | Austria                                                                | Qual. Mondiali 2006                                                    | -                                                                      | 81’                                                                    |
| 30-5-2007                                                              | Vienna                                                                 | Austria                                                                | 0 – 1                                                                  | Scozia                                                                 | Amichevole                                                             | -                                                                      |                                                                        |
| 2-6-2007                                                               | Vienna                                                                 | Austria                                                                | 0 – 0                                                                  | Paraguay                                                               | Amichevole                                                             | -                                                                      | 46’                                                                    |
| 22-8-2007                                                              | Vienna                                                                 | Austria                                                                | 1 – 1                                                                  | Rep. Ceca                                                              | Amichevole                                                             | -                                                                      | 46’                                                                    |
| 7-9-2007                                                               | Klagenfurt                                                             | Austria                                                                | 0 – 0 dts (4 – 3 dtr)                                                  | Giappone                                                               | Amichevole                                                             | -                                                                      | 86’                                                                    |
| 11-9-2007                                                              | Vienna                                                                 | Austria                                                                | 0 – 2                                                                  | Cile                                                                   | Amichevole                                                             | -                                                                      | 71’                                                                    |
| 6-2-2008                                                               | Vienna                                                                 | Austria                                                                | 0 – 3                                                                  | Germania                                                               | Amichevole                                                             | -                                                                      |                                                                        |
| 26-3-2008                                                              | Vienna                                                                 | Austria                                                                | 3 – 4                                                                  | Paesi Bassi                                                            | Amichevole                                                             | -                                                                      |                                                                        |
| 27-5-2008                                                              | Graz                                                                   | Austria                                                                | 1 – 1                                                                  | Nigeria                                                                | Amichevole                                                             | -                                                                      |                                                                        |
| 30-5-2008                                                              | Graz                                                                   | Austria                                                                | 5 – 1                                                                  | Malta                                                                  | Amichevole                                                             | -                                                                      | 78’                                                                    |
| 8-6-2008                                                               | Vienna                                                                 | Austria                                                                | 0 – 1                                                                  | Croazia                                                                | Euro 2008 - 1º turno                                                   | -                                                                      | 21’ 61’                                                                |
| 12-6-2008                                                              | Vienna                                                                 | Austria                                                                | 1 – 1                                                                  | Polonia                                                                | Euro 2008 - 1º turno                                                   | -                                                                      | 74’                                                                    |
| 16-6-2008                                                              | Vienna                                                                 | Austria                                                                | 0 – 1                                                                  | Germania                                                               | Euro 2008 - 1º turno                                                   | -                                                                      | 63’                                                                    |
| 20-8-2008                                                              | Nizza                                                                  | Italia                                                                 | 2 – 2                                                                  | Austria                                                                | Amichevole                                                             | -                                                                      |                                                                        |
| 10-9-2008                                                              | Marijampolė                                                            | Lituania                                                               | 2 – 0                                                                  | Austria                                                                | Qual. Mondiali 2010                                                    | -                                                                      | 55’                                                                    |
| 15-10-2008                                                             | Vienna                                                                 | Austria                                                                | 1 – 3                                                                  | Serbia                                                                 | Qual. Mondiali 2010                                                    | -                                                                      | 60’                                                                    |
| 19-11-2008                                                             | Vienna                                                                 | Austria                                                                | 2 – 4                                                                  | Turchia                                                                | Amichevole                                                             | -                                                                      | 63’                                                                    |
| 11-2-2009                                                              | Graz                                                                   | Austria                                                                | 0 – 2                                                                  | Svezia                                                                 | Amichevole                                                             | -                                                                      | 66’                                                                    |
| 29-2-2012                                                              | Klagenfurt                                                             | Austria                                                                | 3 – 1                                                                  | Finlandia                                                              | Amichevole                                                             | -                                                                      | 77’                                                                    |
| Totale                                                                 |                                                                        | Presenze                                                               | 20                                                                     |                                                                        | Reti                                                                   | 0                                                                      |                                                                        |

### Statistiche da allenatore
Statistiche aggiornate al 24 maggio 2025. In grassetto le competizioni vinte.
| Stagione        | Squadra         | Campionato      | Campionato | Campionato | Campionato | Campionato | Coppe nazionali | Coppe nazionali | Coppe nazionali | Coppe nazionali | Coppe nazionali | Coppe continentali | Coppe continentali | Coppe continentali | Coppe continentali | Coppe continentali | Altre coppe | Altre coppe | Altre coppe | Altre coppe | Altre coppe | Totale | Totale | Totale | Totale | % Vittorie | Piazzamento |
| Stagione        | Squadra         | Comp            | G          | V          | N          | P          | Comp            | G               | V               | N               | P               | Comp               | G                  | V                  | N                  | P                  | Comp        | G           | V           | N           | P           | G      | V      | N      | P      | %          | Piazzamento |
| --------------- | --------------- | --------------- | ---------- | ---------- | ---------- | ---------- | --------------- | --------------- | --------------- | --------------- | --------------- | ------------------ | ------------------ | ------------------ | ------------------ | ------------------ | ----------- | ----------- | ----------- | ----------- | ----------- | ------ | ------ | ------ | ------ | ---------- | ----------- |
| nov. 2024-2025  | Sturm Graz      | BL              | 19         | 10         | 4          | 5          | CA              | 1               | 0               | 0               | 1               | UCL                | 4                  | 2                  | 0                  | 2                  | -           | -           | -           | -           | -           | 24     | 12     | 4      | 8      | 50,00      | Sub., 1º    |
| 2025-2026       | Sturm Graz      | BL              | 3          | 2          | 0          | 1          | CA              | 1               | 1               | 0               | 0               | UCL                | 0                  | 0                  | 0                  | 0                  | -           | -           | -           | -           | -           | 4      | 3      | 0      | 1      | 75,00      |             |
| Totale carriera | Totale carriera | Totale carriera | 22         | 12         | 4          | 6          |                 | 2               | 1               | 0               | 1               |                    | 4                  | 2                  | 0                  | 2                  |             | -           | -           | -           | -           | 28     | 15     | 4      | 9      | 53,57      |             |

## Palmarès

### Allenatore

#### Competizioni nazionali
- Campionato austriaco: 1

Sturm Graz: 2024-2025